# Édouard Theis
Pour les articles homonymes, voir Theis.
Édouard Theis (Paris, 8 mars 1899 - La Tronche, 29 décembre 1984) est un pasteur protestant français, qui durant la Seconde Guerre mondiale fut actif dans la Résistance au Chambon-sur-Lignon, où il sauve de nombreux Juifs. Il reçoit en 1981 la médaille de Juste parmi les nations de Yad Vashem.

## Biographie
Édouard Theis est né en 1899. Il enseigne aux États-Unis et devient missionnaire à Madagascar et au Cameroun. Il enseigne ensuite à la Faculté de théologie de l'Université de Paris. Avec son épouse, Mildred, il co-fonde le Collège Cévenol au Chambon-sur-Lignon,.
Édouard Theis dirige le Collège Cévenol au Chambon-sur-Lignon, fondé par André Trocmé. Il enseigne le français, l'allemand et le grec. Son épouse enseigne également au Collège. C'est un pacifiste, opposé au nazisme. Avec son épouse, Mildred, il recueille des familles juives.
Le 16 août 1942, le Ministre de la jeunesse dans le Gouvernement de Vichy, Georges Lamirand visite le Chambon-sur-Lignon. André Trocmé et Édouard Theis refusent de parler en sa présence dans l'église protestante. Il est arrêté avec André Trocmé et Roger Darcissac ; les trois hommes sont internés dans le camp de Saint-Paul-d'Eyjeaux par la police de Vichy et relâchés après plusieurs mois. Durant les derniers mois de l'occupation, il guide des réfugiés vers la frontière suisse.
Il dirige le Collège Cévenol jusqu'à sa retraite en 1963.
Il est des dirigeants du Mouvement international de la Réconciliation.

## Famille
Édouard et Mildred Theis ont huit filles: Jeanne, Jacqueline, Louise, Marguerite, Françoise, Cécile, Marianne et Denise.

## Distinctions
- Juste parmi les nations, 1981[5].